# Currie Cup 2006
La Currie Cup 2006 si è disputata fra il giugno e l'ottobre di quell'anno. La Currie Cup è un torneo annuale di rugby union per squadre del Sudafrica.
La finale terminò in un pareggio fra gli Free State Cheetahs ed i Blue Bulls 28-28 al Vodacom Park, primo pareggio in finale dal 1989. Inoltre le due squadre si sono incontrate nella partita conclusiva per la terza edizione consecutiva.

## Programma e risultati
|         | Data                |            | Data            |
| ------- | ------------------- | ---------- | --------------- |
| Turno 1 | 23-24 giugno        | Turno 9    | 25-26 agosto    |
| Turno 2 | 30 giugno-1º luglio | Turno 10   | 1-2 settembre   |
| Turno 3 | 7-8 luglio          | Turno 11   | 8 settembre     |
| Turno 4 | 14-15 luglio        | Turno 12   | 15-16 settembre |
| Turno 5 | 21-22 luglio        | Turno 13   | 22-23 settembre |
| Turno 6 | 28-29 luglio        | Turno 14   | 29-30 settembre |
| Turno 7 | 4-12 agosto         | Semifinali | 7 ottobre       |
| Turno 8 | 18-19 agosto        | Finale     | 14 ottobre      |

### Turno 1
|                                                    |       |                                             |                                                              |
| Blue Bulls                                         | 18–16 | Falcons                                     | Loftus Versfeld, Pretoria Spettatori: Arbitro: Craig Joubert |
| '‘‘Mete:'’' JP Nel, Stefan Basson Con: Morné Steyn |       | '‘‘Meta:'’'Riaan Viljoen Con: Louis Strydom | Loftus Versfeld, Pretoria Spettatori: Arbitro: Craig Joubert |

- Venerdì 23 giugno Pumas 18-25 Western Province Witbank

| |       |                                                               |                                                         |
| Natal Sharks                                                                                             | 33–22 | Golden Lions                                                  | Kings Park, Durban Spettatori: Arbitro: Jonathan Kaplan |
| '‘‘Mete:'’' Carl Bezuidenhout, Jacques Botes, Andries Strauss, Bismarck du Plessis Cons: Butch James (2) |       | '‘‘Mete:'’' Wylie Human (3), Jaco Pretorius Con: Rory Kockott | Kings Park, Durban Spettatori: Arbitro: Jonathan Kaplan |

- Sabato 24 giugno Cheetahs 55-14 Griquas Bloemfontein

### Turno 2
- Venerdì 30 giugno Falcons 9-66 Cheetahs Brakpan

| |       |                                                                                       |                                                       |
| Griquas | 60–26 | Pumas                                                                                 | ABSA Park, Kimberley Spettatori: Arbitro: Willie Roos |
| '‘‘Mete:'’' Heinrich Stride (2), Zane Kirchner (2), Lafras Uys, Gareth Krause, Vuyani Dlomo Cons: Conrad Barnard (5) |       | '‘‘Mete:'’' Pieter Benadé (2), Hendrik Meyer, Jacques Muller Cons: Jeandré Fourie (3) | ABSA Park, Kimberley Spettatori: Arbitro: Willie Roos |

- Sabato 1º luglio Western Province 25-28 Sharks Città del Capo
- Sabato 1º luglio Golden Lions 24-39 Blue Bulls Johannesburg

### Turno 3
- Venerdì 7 luglio Sharks 34-16 Pumas Durban
- Sabato 8 luglio Cheetahs 59-5 Golden Lions Bloemfontein
- Sabato 8 luglio Falcons 23-8 Griquas	Brakpan
- Sabato 8 luglio Blue Bulls 10-15 Western Province Pretoria

### Turno 4
- Venerdì 14 luglio Lions 32-19 Falcons Johannesburg
- Sabato 15 luglio Griquas 23-22 Sharks Kimberley
- Sabato 15 luglio Pumas 17-48 Blue Bulls Witbank
- Sabato 15 luglio Western Province 20-13 Cheetahs Città del Capo

### Turno 5
- Venerdì 21 luglio Falcons 31-40 Western Province Brakpan
- Venerdì 21 luglio Blue Bulls 28-37 Sharks Pretoria
- Sabato 22 luglio Griquas 27-23 Golden Lions Kimberley
- Sabato 22 luglio Cheetahs 42-27 Pumas Bloemfontein

### Turno 6
- Venerdì 28 luglio Pumas 8-36 Falcons Witbank
- Sabato 29 luglio Blue Bulls 39-20 Griquas Pretoria
- Sabato 29 luglio Western Province 30-28 Golden Lions Città del Capo
- Sabato 29 luglio Sharks 19-31 Cheetahs Durban

### Turno 7
- Venerdì 4 agosto Falcons 17-46 Sharks Brakpan
- Sabato 5 agosto Griquas 23-27 Western Province Kimberley
- Sabato 5 agosto Cheetahs 12-24 Blue Bulls Bloemfontein
- Sabato 5 agosto Golden Lions 74-15 Pumas Johannesburg
- Sabato 12 agosto Blue Bulls 17-19 Golden Lions Pretoria

### Turno 8
- Venerdì 18 agosto Falcons 13-27 Blue Bulls Brakpan
- Sabato 19 agosto Griquas 20-31 Cheetahs Kimberley
- Sabato 19 agosto Golden Lions 22-21 Sharks Johannesburg
- Sabato 19 agosto Western Province 43-10 Pumas Città del Capo

### Turno 9
- Sabato 25 agosto Sharks 16-6 Western Province Durban
- Sabato 25 agosto Pumas 27-60 Griquas Witbank
- Domenica 26 agosto Cheetahs 78-8 Falcons Bloemfontein

### Turno 10
- Venerdì 1º settembre Pumas 14-82 Sharks Witbank

| |       |                                                                                            |                                                               |
| Golden Lions | 39–28 | Free State Cheetahs                                                                        | Ellis Park, Johannesburg Spettatori: Arbitro: Jonathan Kaplan |
| '‘‘Mete:'’' Jaco Pretorius, Enrico Januarie, Wikus van Heerden, Wylie Human, Jaco van Schalkwyk Cons: Earl Rose (4) |       | '‘‘Mete:'’' Philip Burger (2), Kabamba Floors, Ryno van der Merwe Cons: Willem de Waal (4) | Ellis Park, Johannesburg Spettatori: Arbitro: Jonathan Kaplan |

|                                                  |       |                                                         |                                                                             |
| Western Province                                 | 23–12 | Blue Bulls                                              | Newlands Stadium, Città del Capo Spettatori: ~36,000 Arbitro: Mark Lawrence |
| '‘‘Mete:'’' Gio Aplon (2) Cons: Naas Olivier (2) |       | '‘‘Mete:'’' Frikkie Welsh, Morné Steyn Con: Morné Steyn | Newlands Stadium, Città del Capo Spettatori: ~36,000 Arbitro: Mark Lawrence |

- Sabato 2 settembre Griquas 36-27 Falcons Kimberley

### Turno 11
- Venerdì 8 settembre Blue Bulls 66-3 Pumas Pretoria
- Venerdì 8 settembre Cheetahs 28-13 Western Province Bloemfontein
- Venerdì 8 settembre Sharks 60-8 Griquas Durban
- Venerdì 8 settembre Falcons 17-32 Golden Lions Brakpan

### Turno 12
- Venerdì 15 settembre Western Province 68-12 Falcons Città del Capo
- Sabato 16 settembre Pumas 12-68 Cheetahs Witbank
- Sabato 16 settembre Golden Lions 66-13 Griquas Ellis Park
- Sabato 16 settembre Sharks 32-50 Blue Bulls Durban

### Turno 13
|                                                                      |       | |                                                        |
| Griquas                                                              | 22–62 | Blue Bulls | ABSA Park Kimberley Spettatori: Arbitro: Craig Joubert |
| '‘‘Mete:'’' Vuyani Dlomo (2), Frans Viljoen Cons: Conrad Barnard (2) |       | '‘‘Mete:'’' Akona Ndungane (2), Stefan Basson (2), Derick Kuün, Morné Steyn, Heini Adams, Danie Rossouw, Dries Scholtz Cons: Morné Steyn (7) | ABSA Park Kimberley Spettatori: Arbitro: Craig Joubert |

| |       |                                                                                              |                                                                   |
| Falcons | 64–41 | Pumas                                                                                        | Bosman Stadium, Brakpan Spettatori: Arbitro: Deon van Blommestein |
| '‘‘Mete:'’' Nico Luus (2), Jovan Bowles (2), Piet Krause, Riaan Hefer, Michael Vermaak, Mpho Matsaung, Attie Pienaar Cons: Louis Strydom (7), Riaan Viljoen |       | '‘‘Mete:'’' Darryl Coeries (2), Pieter Benadé (2), Jacques Lombaard Cons: Jeandre Fourie (5) | Bosman Stadium, Brakpan Spettatori: Arbitro: Deon van Blommestein |

| |       |                                                                                                |                                                             |
| Free State Cheetahs                                                                                               | 37–35 | Natal Sharks                                                                                   | Vodacom Park, Bloemfontein Spettatori: Arbitro: Willie Roos |
| '‘‘Mete:'’' Richardt Strauss, Jannie du Plessis, Ryno van der Merwe Cons: Willem de Waal (2) Drop: Willem de Waal |       | '‘‘Mete:'’' Odwa Ndungane, Ryan Kankowski, Waylon Murray, Keegan Daniel Cons: Ruan Pienaar (3) | Vodacom Park, Bloemfontein Spettatori: Arbitro: Willie Roos |

|                                                                     |       |                                                                              |                                                             |
| Golden Lions                                                        | 42–36 | Western Province                                                             | Ellis Park, Johannesburg Spettatori: Arbitro: Marius Jonker |
| '‘‘Mete:'’' Jaco Pretorius (3), Earl Rose Cons: André Pretorius (2) |       | '‘‘Mete:'’' Sireli Naqelevuki (3), Luke Watson, Corne Uys Cons: Naas Olivier | Ellis Park, Johannesburg Spettatori: Arbitro: Marius Jonker |

### Turno 14
- Venerdì 29 settembre Pumas 10-89 Golden Lions Witbank
- Sabato 30 settembre Western Province 55-17 Griquas Città del Capo
- Sabato 30 settembre Sharks 48-10 Falcons Durban
- Sabato 30 settembre Blue Bulls 41-31 Cheetahs Pretoria

## Classifica
| Premier Division 2006 |    |    |   |    |     |     |      |    |     |    |     |
| Squadra               | P  | W  | D | L  | PF  | PA  | PD   | TF | TA  | BP | Pts |
| Free State Cheetahs   | 14 | 10 | 0 | 4  | 579 | 286 | 293  | 76 | 33  | 10 | 50  |
| Blue Bulls            | 14 | 10 | 0 | 4  | 479 | 284 | 195  | 63 | 32  | 10 | 50  |
| Western Province      | 14 | 10 | 0 | 4  | 424 | 289 | 135  | 58 | 32  | 9  | 49  |
| Natal Sharks          | 14 | 9  | 0 | 5  | 513 | 309 | 204  | 68 | 35  | 12 | 48  |
| Golden Lions          | 14 | 9  | 0 | 5  | 485 | 383 | 102  | 64 | 48  | 10 | 46  |
| Griquas               | 14 | 5  | 0 | 9  | 370 | 509 | -139 | 43 | 73  | 5  | 25  |
| Falcons               | 14 | 3  | 0 | 11 | 303 | 546 | -243 | 37 | 77  | 5  | 17  |
| Pumas                 | 14 | 0  | 0 | 14 | 244 | 791 | -547 | 31 | 110 | 4  | 4   |

## Schema di assegnazione dei punti
- 4 punti per la vittoria
- 2 per il pareggio
- 1 per la sconfitta con 7 punti di scarto o meno
- 1 punto di bonus per aver segnato almeno quattro mete in un incontro

## Semifinali
| Arbitro: | Marius Jonker (Kimberley) |

|                                     |      |                     |
| Kuün (2) M. Delport, Lobberts, Louw | mt   | Britz (2), Conradie |
| Hougaard (4)                        | tr   | Olivier (3)         |
| Hougaard (3)                        | c.p. | Olivier (3)         |
| M. Steyn                            | drop |                     |

| Arbitro: | J.C. Fortuin |

|                            |      |                             |
| Passens (2), R, v.d. Merwe | mt   | JP Pietersen, B. du Plessis |
| de Waal (3)                | tr   | R. Pienaar (2)              |
| de Waal (2), Bosman        | c.p. |                             |

## Finale
| Arbitro: | Jonathan Kaplan (Durban) |

|                     |      |                        |
| P. Burger, Floors   | mt   | JP Nel (2), M. Delport |
|                     | tr   | M. Steyn               |
| de Waal (5), Bosman | c.p. | Hougaard, M. Steyn (2) |

Alla fine dei tempi regolamentari il punteggio era pari 25-25 e si andò ai supplementari per la prima volta nella storia della competizione. [1] Dopo venti minuti di extra-time, il punteggio era ancora in equilibrio, avendo segnato ciascuno solamente un calcio piazzato. L'incontro fu dichiarato concluso quindi con un pari, per la prima volta in finale dal 1989, e il trofeo fu assegnato ex aequo ai due finalisti.

## Statistiche

### Migliori realizzatori
| Nome           | Mete | Trasformazioni | Calci piazzati | Drop | Totale |
| -------------- | ---- | -------------- | -------------- | ---- | ------ |
| Willem de Waal | 3    | 40             | 37             | 2    | 212    |
| Conrad Barnard | 1    | 31             | 27             | 2    | 154    |
| Morné Steyn    | 6    | 30             | 14             | 2    | 138    |
| Naas Olivier   | 1    | 36             | 20             | 0    | 137    |
| Louis Strydom  | 0    | 18             | 21             | 3    | 108    |

### Migliori marcatori di mete
| Nome               | Mete |
| ------------------ | ---- |
| Philip Burger      | 15   |
| Jaco Pretorius     | 11   |
| Ryno van der Merwe | 9    |
| Luke Watson        | 8    |
| Marius Delport     | 7    |